# Michael Wincott
Michael Wincott (* 21. ledna 1958 Toronto, Ontario, Kanada) je kanadský herec. Ve filmech hraje často záporné role, výjimkou je například role Paula A. Rothchilda v životopisném filmu The Doors nebo René Ricarda ve filmu Basquiat (1996). Vedle jiných hrál například ve filmech Robin Hood: Král zbojníků (1991), Mrtvý muž (1995), Vetřelec: Vzkříšení (1997) nebo Hitchcock (2012). Předtím než se začal věnovat filmu, hrát v jazzové kapele na bicí.